# إي. كيد بوغارت
إي. كيد بوغارت (بالإنجليزية: E. Kidd Bogart)‏ هو كاتب أغاني ومنتج أسطوانات أمريكي، ولد في 23 يناير 1978 في لوس أنجلوس في الولايات المتحدة.

## وصلات خارجية
- إي. كيد بوغارت على موقع ميوزك برينز (الإنجليزية)
- إي. كيد بوغارت على موقع قاعدة بيانات برودواي على الإنترنت (الإنجليزية)
- إي. كيد بوغارت على موقع ديسكوغز (الإنجليزية)